# Uzari
Uzari (à prononcer à l'anglaise « Youzari » ; en biélorusse : Юзары, Iouzary), de son vrai nom Ioury Viktaravitch Nawrotski (en biélorusse : Юры Віктаравіч Наўроцкі), né le 11 mai 1991 à Minsk en Biélorussie, est un chanteur biélorusse.
Uzari apparaît pour la première fois à la télévision lors de l'Eurovision 2011 en tant que choriste pour Anastasia Vinnikova. En 2012, il atteint la finale nationale pour l'Eurovision, et termine à la 5e place. En 2013, il retente sa chance, mais termine à la 8e place. Le 26 décembre 2014, il est choisi en duo avec la violoniste Maïmouna pour représenter la Biélorussie au Concours Eurovision de la chanson 2015 à Vienne, en Autriche avec la chanson Time (Temps).
Il faisait aussi le dépouillement des points du jury biélorusse lors de la finale du Concours Eurovision de la chanson 2016 .